# Hyphoporus
Hyphoporus là một chi bọ cánh cứng trong họ Dytiscidae.
Chi này được Sharp miêu tả khoa học năm 1882.

## Các loài
Các loài trong chi này gồm:
- Hyphoporus anitae Vazirani, 1969
- Hyphoporus aper Sharp, 1882
- Hyphoporus bengalensis Severin, 1890
- Hyphoporus bertrandi Vazirani, 1969
- Hyphoporus caliginosus Régimbart, 1899
- Hyphoporus dehraduni Vazirani, 1969
- Hyphoporus elevatus Sharp, 1882
- Hyphoporus geetae Vazirani, 1969
- Hyphoporus josephi Vazirani, 1969
- Hyphoporus kempi Gschwendtner, 1936
- Hyphoporus montanus Régimbart, 1899
- Hyphoporus nilghiricus Régimbart, 1903
- Hyphoporus pacistanus Guignot, 1959
- Hyphoporus pugnator Sharp, 1890
- Hyphoporus severini Régimbart, 1892
- Hyphoporus solieri (Aubé, 1838)
- Hyphoporus subaequalis Vazirani, 1969
- Hyphoporus tonkinensis Régimbart, 1899